# Liste der Listen von Flüssen
Die Liste der Listen von Flüssen ist eine Aufzählung der in der Wikipedia bereits vorhandenen bzw. sinnvollerweise noch zu erstellenden Listen von Flüssen. Als zusätzliche Information ist in Klammern die der Liste entsprechende Kategorie vermerkt.

## Listen von Flüssen nach Eigenschaft
(Länge, Einzugsgebiet etc.)
- Liste der längsten Flüsse der Erde
- Liste der wasserreichsten Flüsse der Erde
- Liste von Grenzflüssen

## Listen von Flüssen nach Kontinent
(Kategorie:Fluss nach Kontinent)
- Liste von Flüssen in Afrika (Kategorie:Fluss in Afrika)
- Liste von Flüssen in Antarktika (Kategorie:Fluss in Antarktika)
- Liste von Flüssen in Asien (Kategorie:Fluss in Asien)
- Liste von Flüssen in Australien und Ozeanien (Kategorie:Fluss in Australien und Ozeanien)
- Liste von Flüssen in Europa (Kategorie:Fluss in Europa)
- Liste der Listen von Flüssen in Amerika
- Liste von Flüssen in Nordamerika (Kategorie:Fluss in Nordamerika)
  - Liste der Zuflüsse zur Hudson Bay
- Liste von Flüssen in Südamerika (Kategorie:Fluss in Südamerika)

## Listen von Flüssen nach Staat
(Kategorie:Fluss nach Staat)

### A
- Liste der Flüsse in Afghanistan (Kategorie:Fluss in Afghanistan)
- Liste der Flüsse in Ägypten (Kategorie:Fluss in Ägypten)
- Liste der Flüsse in Albanien (Kategorie:Fluss in Albanien)
- Liste der Flüsse in Algerien (Kategorie:Fluss in Algerien)
- Liste der Flüsse in Angola (Kategorie:Fluss in Angola)
- Liste der Flüsse in Äquatorialguinea (Kategorie:Fluss in Äquatorialguinea)
- Liste der Flüsse in Argentinien (Kategorie:Fluss in Argentinien)
- Liste der Flüsse in Armenien (Kategorie:Fluss in Armenien)
- Liste der Flüsse in Aserbaidschan (Kategorie:Fluss in Aserbaidschan)
- Liste der Flüsse in Äthiopien (Kategorie:Fluss in Äthiopien)
- Liste der Flüsse in Australien (Kategorie:Fluss in Australien)
  - Liste der Flüsse in New South Wales (Kategorie:Fluss in New South Wales)
  - Liste der Flüsse im Northern Territory (Kategorie:Fluss im Northern Territory)
  - Liste der Flüsse in Queensland (Kategorie:Fluss in Queensland)
  - Liste der Flüsse in South Australia (Kategorie:Fluss in South Australia)
  - Liste der Flüsse in Victoria (Kategorie:Fluss in Victoria (Australien))
  - Liste der Flüsse in Western Australia (Kategorie:Fluss in Western Australia)

### B
- Liste der Flüsse in Bangladesch (Kategorie:Fluss in Bangladesch)
- Liste der Flüsse in Belarus (Kategorie:Fluss in Belarus)
- Liste der Flüsse in Belgien (Kategorie:Fluss in Belgien)
- Liste der Flüsse in Belize (Kategorie:Fluss in Belize)
- Liste der Flüsse in Benin (Kategorie:Fluss in Benin)
- Liste der Flüsse in Bhutan (Kategorie:Fluss in Bhutan)
- Liste der Flüsse in Bolivien (Kategorie:Fluss in Bolivien)
- Liste der Flüsse in Bosnien und Herzegowina (Kategorie:Fluss in Bosnien und Herzegowina)
- Liste der Flüsse in Botswana (Kategorie:Fluss in Botswana)
- Liste der Flüsse in Brasilien (Kategorie:Fluss in Brasilien)
- Liste der Flüsse in Bulgarien (Kategorie:Fluss in Bulgarien)
- Liste der Flüsse in Burkina Faso (Kategorie:Fluss in Burkina Faso)
- Liste der Flüsse in Burundi (Kategorie:Fluss in Burundi)

### C
- Liste der Flüsse in Chile (Kategorie:Fluss in Chile)
- Liste von Flüssen in China (Kategorie:Fluss in China)
- Liste der Flüsse in Costa Rica (Kategorie:Fluss in Costa Rica)

### D
- Liste von Fließgewässern in Dänemark (Kategorie:Fluss in Dänemark)
- Liste von Flüssen in Deutschland (Kategorie:Fluss in Deutschland)
  - Liste der Flüsse in Baden-Württemberg (Kategorie:Fluss in Baden-Württemberg)
  - Liste der Flüsse in Bayern (Kategorie:Fluss in Bayern)
  - Liste der Flüsse in Berlin (Kategorie:Fluss in Berlin)
  - Liste von Flüssen und Kanälen in Brandenburg (Kategorie:Fluss in Brandenburg)
  - Liste der Gewässer in der Freien Hansestadt Bremen#Flüsse und Flussarme (Kategorie:Fluss in der Freien Hansestadt Bremen)
  - Liste der Gewässer in Hamburg#Flüsse und Flussarme (Kategorie:Fluss in Hamburg)
  - Liste der Flüsse in Hessen (Kategorie:Fluss in Hessen)
  - Liste von Flüssen und Kanälen in Mecklenburg-Vorpommern (Kategorie:Fluss in Mecklenburg-Vorpommern)
  - Liste der Flüsse in Niedersachsen (Kategorie:Fluss in Niedersachsen)
  - Liste der Flüsse in Nordrhein-Westfalen (Kategorie:Fluss in Nordrhein-Westfalen)
  - Liste der Flüsse in Rheinland-Pfalz (Kategorie:Fluss in Rheinland-Pfalz)
  - Liste von Flüssen und Kanälen im Saarland (Kategorie:Fluss im Saarland)
  - Liste der Gewässer in Sachsen#Fließgewässer (Kategorie:Fluss in Sachsen)
  - Liste der Gewässer in Sachsen-Anhalt#Fließgewässer (Kategorie:Fluss in Sachsen-Anhalt)
  - Liste der Gewässer in Schleswig-Holstein#Fließgewässer (Kategorie:Fluss in Schleswig-Holstein)
  - Liste der Gewässer in Thüringen#Fließgewässer (Kategorie:Fluss in Thüringen)
- Liste von Flüssen in der Dominikanischen Republik (Kategorie:Fluss in der Dominikanischen Republik)
- Liste der Flüsse und Wadis in Dschibuti (Kategorie:Fluss in Dschibuti)

### E
- Liste der Flüsse in Ecuador (Kategorie:Fluss in Ecuador)
- Liste der Flüsse in El Salvador (Kategorie:Fluss in El Salvador)
- Liste der Flüsse in der Elfenbeinküste (Kategorie:Fluss in Eritrea)
- Liste der Flüsse in Eritrea (Kategorie:Fluss in der Elfenbeinküste)
- Liste der Flüsse in Estland (Kategorie:Fluss in Estland)
- Liste der Flüsse in Eswatini (Kategorie:Fluss in Eswatini)

### F
- Liste der Flüsse in Fidschi (Kategorie:Fluss in Fidschi)
- Liste der Flüsse in Finnland (Kategorie:Fluss in Finnland)
- Liste der Flüsse in Frankreich (Kategorie:Fluss in Frankreich)
  - Liste der schiffbaren Flüsse und Kanäle in Frankreich

### G
- Liste der Flüsse in Gabun (Kategorie:Fluss in Gabun)
- Liste der Gewässer in Gambia#Fließgewässer (Kategorie:Fluss in Gambia)
- Liste der Flüsse in Georgien (Kategorie:Fluss in Georgien)
- Liste der Flüsse in Ghana (Kategorie:Fluss in Ghana)
- Liste der Fließgewässer in Graz Graz
- Liste von Flüssen in Griechenland (Kategorie:Fluss in Griechenland)
- Liste von Flüssen in Guatemala (Kategorie:Fluss in Guatemala)
- Liste der Flüsse in Guinea (Kategorie:Fluss in Guinea)
- Liste der Flüsse in Guinea-Bissau (Kategorie:Fluss in Guinea-Bissau)
- Liste der Flüsse in Guyana (Kategorie:Fluss in Guyana)

### H
- Liste der Flüsse in Haiti (Kategorie:Fluss in Haiti)
- Liste der Flüsse in Honduras (Kategorie:Fluss in Honduras)

### I
- Liste der Flüsse in Indien (Kategorie:Fluss in Indien)
- Liste der Flüsse in Indonesien (Kategorie:Fluss in Indonesien)
- Liste der Flüsse im Irak (Kategorie:Fluss im Irak)
- Liste der Flüsse im Iran (Kategorie:Fluss im Iran)
- Liste der Flüsse in Irland (Kategorie:Fluss in Irland)
- Liste der Flüsse in Island (Kategorie:Fluss in Island)
- Liste der Flüsse in Israel (Kategorie:Fluss in Israel)
- Liste der Flüsse in Italien (Kategorie:Fluss in Italien)
  - Liste der Flüsse in Südtirol (Kategorie:Fluss in Südtirol)

### J
- Liste der Flüsse in Jamaika (Kategorie:Fluss in Jamaika)
- Liste von Flüssen in Japan (Kategorie:Fluss in Japan)
- Liste der Flüsse in Jordanien (Kategorie:Fluss in Jordanien)

### K
- Liste der Flüsse in Kambodscha (Kategorie:Fluss in Kambodscha)
- Liste der Flüsse in Kamerun (Kategorie:Fluss in Kamerun)
- Liste der Flüsse in Kanada (Kategorie:Fluss in Kanada)
  - Liste der Flüsse in Alberta (Kategorie:Fluss in Alberta)
  - Liste der Flüsse in British Columbia (Kategorie:Fluss in British Columbia)
  - Liste der Flüsse in Manitoba (Kategorie:Fluss in Manitoba)
  - Liste der Flüsse in Neufundland und Labrador (Kategorie:Fluss in Neufundland und Labrador)
  - Liste der Flüsse in New Brunswick (Kategorie:Fluss in New Brunswick)
  - Liste der Flüsse in den Nordwest-Territorien (Kategorie:Fluss in den Nordwest-Territorien)
  - Liste der Flüsse in Nova Scotia (Kategorie:Fluss in Nova Scotia)
  - Liste der Flüsse in Nunavut (Kategorie:Fluss in Nunavut)
  - Liste der Flüsse in Ontario (Kategorie:Fluss in Ontario)
  - Liste der Flüsse in Québec (Kategorie:Fluss in Québec)
  - Liste der Flüsse in Saskatchewan (Kategorie:Fluss in Saskatchewan)
  - Liste der Flüsse im Yukon-Territorium (Kategorie:Fluss in Yukon)
- Liste der Flüsse in Kasachstan (Kategorie:Fluss in Kasachstan)
- Liste der Flüsse in Kenia (Kategorie:Fluss in Kenia)
- Liste der Flüsse in Kirgisistan (Kategorie:Fluss in Kirgisistan)
- Liste der Flüsse in Kolumbien (Kategorie:Fluss in Kolumbien)
- Liste der Flüsse in der Demokratischen Republik Kongo (Kategorie:Fluss in der Demokratischen Republik Kongo)
- Liste der Flüsse in der Republik Kongo (Kategorie:Fluss in der Republik Kongo)
- Liste der Flüsse in Kroatien (Kategorie:Fluss in Kroatien)

### L
- Liste der Flüsse in Laos (Kategorie:Fluss in Laos)
- Liste der Flüsse in Lesotho (Kategorie:Fluss in Lesotho)
- Liste der Flüsse in Lettland (Kategorie:Fluss in Lettland)
- Liste der Flüsse im Libanon (Kategorie:Fluss im Libanon)
- Liste der Flüsse in Liberia (Kategorie:Fluss in Liberia)
- Liste der Gewässer in Liechtenstein#Fließgewässer (Kategorie:Fluss in Liechtenstein)
- Liste der Flüsse in Litauen (Kategorie:Fluss in Litauen)
- Liste der Flüsse in Luxemburg (Kategorie:Fluss in Luxemburg)

### M
- Liste der Flüsse in Madagaskar (Kategorie:Fluss in Madagaskar)
- Liste der Flüsse in Malawi (Kategorie:Fluss in Malawi)
- Liste der Flüsse in Malaysia (Kategorie:Fluss in Malaysia)
- Liste der Flüsse in Mali (Kategorie:Fluss in Mali)
- Liste der Flüsse in Marokko (Kategorie:Fluss in Marokko)
- Liste der Flüsse in Mauretanien (Kategorie:Fluss in Mauretanien)
- Liste der Flüsse in Mauritius (Kategorie:Fluss in Mauritius)
- Liste der Flüsse in Mexiko (Kategorie:Fluss in Mexiko)
- Liste der Flüsse in der Republik Moldau (Kategorie:Fluss in der Republik Moldau)
- Liste der Flüsse in der Mongolei (Kategorie:Fluss in der Mongolei)
- Liste der Flüsse in Montenegro (Kategorie:Fluss in Montenegro)
- Liste von Flüssen in Mosambik (Kategorie:Fluss in Mosambik)
- Liste der Flüsse in Myanmar (Kategorie:Fluss in Myanmar)

### N
- Liste der Flüsse in Namibia (Kategorie:Fluss in Namibia)
- Liste der Flüsse in Nepal (Kategorie:Fluss in Nepal)
- Liste der Flüsse in Neuseeland (Kategorie:Fluss in Neuseeland)
- Liste der Flüsse in Nicaragua (Kategorie:Fluss in Nicaragua)
- Liste der Flüsse in den Niederlanden (Kategorie:Fluss in den Niederlanden)
- Liste der Flüsse in Niger (Kategorie:Fluss in Niger)
- Liste der Flüsse in Nigeria (Kategorie:Fluss in Nigeria)
- Liste der Flüsse in Nordkorea (Kategorie:Fluss in Nordkorea)
- Liste der Flüsse in Nordmazedonien (Kategorie:Fluss in Nordmazedonien)
- Liste von Flüssen in Norwegen (Kategorie:Fluss in Norwegen)

### O
- Liste von Flüssen in Österreich (Kategorie:Fluss in Österreich)
  - Liste der Flüsse im Burgenland (Kategorie:Fluss im Burgenland)
  - Liste der Flüsse in Kärnten (Kategorie:Fluss in Kärnten)
  - Liste der Flüsse in Niederösterreich (Kategorie:Fluss in Niederösterreich)
  - Liste der Flüsse in Oberösterreich (Kategorie:Fluss in Oberösterreich)
  - Liste der Flüsse in Salzburg (Kategorie:Fluss im Land Salzburg)
  - Liste der Flüsse in der Steiermark (Kategorie:Fluss in der Steiermark)
  - Liste der Flüsse in Tirol (Kategorie:Fluss in Tirol)
  - Liste der Flüsse in Vorarlberg (Kategorie:Fluss in Vorarlberg)
  - Liste der Gewässer in Wien (Kategorie:Fluss in Wien)
- Liste der Flüsse in Osttimor (Kategorie:Fluss in Osttimor)

### P
- Liste von Flüssen in Pakistan (Kategorie:Fluss in Pakistan)
- Liste der Flüsse in Panama (Kategorie:Fluss in Panama)
- Liste der Flüsse in Papua-Neuguinea (Kategorie:Fluss in Papua-Neuguinea)
- Liste der Flüsse in Paraguay (Kategorie:Fluss in Paraguay)
- Liste der Flüsse in Peru (Kategorie:Fluss in Peru)
- Liste der Flüsse auf den Philippinen (Kategorie:Fluss auf den Philippinen)
- Liste der Flüsse in Polen (Kategorie:Fluss in Polen)
- Liste von Flüssen in Portugal (Kategorie:Fluss in Portugal)

### R
- Liste der Flüsse in Ruanda (Kategorie:Fluss in Ruanda)
- Liste der Flüsse in Rumänien (Kategorie:Fluss in Rumänien)
- Liste von Flüssen in Russland (Kategorie:Fluss in Russland)

### S
- Liste der Flüsse in Sambia (Kategorie:Fluss in Sambia)
- Liste der Flüsse in Schweden (Kategorie:Fluss in Schweden)
- Liste der Flüsse in der Schweiz (Kategorie:Fluss in der Schweiz)
- Liste der Flüsse in Senegal (Kategorie:Fluss im Senegal)
- Liste der Flüsse in Serbien (Kategorie:Fluss in Serbien)
- Liste der Flüsse in Sierra Leone (Kategorie:Fluss in Sierra Leone)
- Liste der Flüsse in Simbabwe (Kategorie:Fluss in Simbabwe)
- Liste der Flüsse in der Slowakei (Kategorie:Fluss in der Slowakei)
- Liste der Flüsse in Slowenien (Kategorie:Fluss in Slowenien)
- Liste der Flüsse in Somalia (Kategorie:Fluss in Somalia)
- Liste der Flüsse in Spanien (Kategorie:Fluss in Spanien)
- Liste von Flüssen in Südafrika (Kategorie:Fluss in Südafrika)
- Liste der Flüsse im Sudan (Kategorie:Fluss im Sudan)
- Liste der Flüsse im Südsudan (Kategorie:Fluss im Südsudan)
- Liste der Flüsse in Südkorea (Kategorie:Fluss in Südkorea)
- Liste der Flüsse in Suriname (Kategorie:Fluss in Suriname)
- Liste der Flüsse in Syrien (Kategorie:Fluss in Syrien)

### T
- Liste der Flüsse in Tadschikistan (Kategorie:Fluss in Tadschikistan)
- Liste der Flüsse in Tansania (Kategorie:Fluss in Tansania)
- Liste der Flüsse in Thailand (Kategorie:Fluss in Thailand)
- Liste der Flüsse in Togo (Kategorie:Fluss in Togo)
- Liste der Flüsse im Tschad (Kategorie:Fluss im Tschad)
- Liste der Flüsse in Tschechien (Kategorie:Fluss in Tschechien)
- Liste der Flüsse in Tunesien (Kategorie:Fluss in Tunesien)
- Liste der Flüsse in der Türkei (Kategorie:Fluss in der Türkei)
- Liste der Flüsse in Turkmenistan (Kategorie:Fluss in Turkmenistan)

### U
- Liste der Gewässer in Uganda#Liste der Flüsse (Kategorie:Fluss in Uganda)
- Liste der Flüsse in der Ukraine (Kategorie:Fluss in der Ukraine)
- Liste der Flüsse in Ungarn (Kategorie:Fluss in Ungarn)
- Liste der Flüsse in Uruguay (Kategorie:Fluss in Uruguay)
- Liste der Flüsse in Usbekistan (Kategorie:Fluss in Usbekistan)

### V
- Liste der Flüsse in Venezuela (Kategorie:Fluss in Venezuela)
- Liste von Flüssen in den Vereinigten Staaten (Kategorie:Fluss in den Vereinigten Staaten)
  - Liste der Flüsse in Alabama (Kategorie:Fluss in Alabama)
  - Liste der Flüsse in Alaska (Kategorie:Fluss in Alaska)
  - Liste der Flüsse in Arizona (Kategorie:Fluss in Arizona)
  - Liste der Flüsse in Arkansas (Kategorie:Fluss in Arkansas)
  - Liste der Flüsse in Colorado (Kategorie:Fluss in Colorado)
  - Liste der Flüsse in Connecticut (Kategorie:Fluss in Connecticut)
  - Liste der Flüsse in Delaware (Kategorie:Fluss in Delaware)
  - Liste der Flüsse in Florida (Kategorie:Fluss in Florida)
  - Liste der Flüsse in Georgia (Kategorie:Fluss in Georgia)
  - Liste der Flüsse in Hawaii (Kategorie:Fluss in Hawaii)
  - Liste der Flüsse in Idaho (Kategorie:Fluss in Idaho)
  - Liste der Flüsse in Illinois (Kategorie:Fluss in Illinois)
  - Liste der Flüsse in Indiana (Kategorie:Fluss in Indiana)
  - Liste der Flüsse in Iowa (Kategorie:Fluss in Iowa)
  - Liste der Flüsse in Kalifornien (Kategorie:Fluss in Kalifornien)
  - Liste der Flüsse in Kansas (Kategorie:Fluss in Kansas)
  - Liste der Flüsse in Kentucky (Kategorie:Fluss in Kentucky)
  - Liste der Flüsse in Louisiana (Kategorie:Fluss in Louisiana)
  - Liste der Flüsse in Maine (Kategorie:Fluss in Maine)
  - Liste der Flüsse in Maryland (Kategorie:Fluss in Maryland)
  - Liste der Flüsse in Massachusetts (Kategorie:Fluss in Massachusetts)
  - Liste der Flüsse in Michigan (Kategorie:Fluss in Michigan)
  - Liste der Flüsse in Minnesota (Kategorie:Fluss in Minnesota)
  - Liste der Flüsse in Mississippi (Kategorie:Fluss in Mississippi)
  - Liste der Flüsse in Missouri (Kategorie:Fluss in Missouri)
  - Liste der Flüsse in Montana (Kategorie:Fluss in Montana)
  - Liste der Flüsse in Nebraska (Kategorie:Fluss in Nebraska)
  - Liste der Flüsse in Nevada (Kategorie:Fluss in Nevada)
  - Liste der Flüsse in New Hampshire (Kategorie:Fluss in New Hampshire)
  - Liste der Flüsse in New Mexico (Kategorie:Fluss in New Mexico)
  - Liste der Flüsse in New Jersey (Kategorie:Fluss in New Jersey)
  - Liste der Flüsse in New York (Kategorie:Fluss in New York)
  - Liste der Flüsse in North Carolina (Kategorie:Fluss in North Carolina)
  - Liste der Flüsse in North Dakota (Kategorie:Fluss in North Dakota)
  - Liste der Flüsse in Ohio (Kategorie:Fluss in Ohio)
  - Liste der Flüsse in Oklahoma (Kategorie:Fluss in Oklahoma)
  - Liste der Flüsse in Oregon (Kategorie:Fluss in Oregon)
  - Liste der Flüsse in Pennsylvania (Kategorie:Fluss in Pennsylvania)
  - Liste der Flüsse in Rhode Island (Kategorie:Fluss in Rhode Island)
  - Liste der Flüsse in South Carolina (Kategorie:Fluss in South Carolina)
  - Liste der Flüsse in South Dakota (Kategorie:Fluss in South Dakota)
  - Liste der Flüsse in Tennessee (Kategorie:Fluss in Tennessee)
  - Liste der Flüsse in Texas (Kategorie:Fluss in Texas)
  - Liste der Flüsse in Utah (Kategorie:Fluss in Utah)
  - Liste der Flüsse in Vermont (Kategorie:Fluss in Vermont)
  - Liste der Flüsse in Virginia (Kategorie:Fluss in Virginia)
  - Liste der Flüsse in Washington (Kategorie:Fluss in Washington)
  - Liste der Flüsse in West Virginia (Kategorie:Fluss in West Virginia)
  - Liste der Flüsse in Wisconsin (Kategorie:Fluss in Wisconsin)
  - Liste der Flüsse in Wyoming (Kategorie:Fluss in Wyoming)
- Liste der Flüsse im Vereinigten Königreich (Kategorie:Fluss im Vereinigten Königreich)
  - Liste der Flüsse in England (Kategorie:Fluss in England)
  - Liste der Flüsse in Nordirland (Kategorie:Fluss in Nordirland)
  - Liste der Flüsse in Schottland (Kategorie:Fluss in Schottland)
  - Liste der Flüsse in Wales (Kategorie:Fluss in Wales)
- Liste der Flüsse in Vietnam (Kategorie:Fluss in Vietnam)

### W–Z
- Liste der Flüsse in der Zentralafrikanischen Republik (Kategorie:Fluss in der Zentralafrikanischen Republik)

## Listen von Flüssen nach Flusssystem
(Kategorie:Liste (Fließgewässer nach Flusssystem))

### A
- Liste der Fließgewässer im Flusssystem Adour (Kategorie:Flusssystem Adour)
- Liste der Fließgewässer im Flusssystem Amazonas (Kategorie:Flusssystem Amazonas)
- Liste der Fließgewässer im Flusssystem Amudarja (Kategorie:Flusssystem Amudarja)
- Liste der Fließgewässer im Flusssystem Amur (Kategorie:Flusssystem Amur)
- Liste der Fließgewässer im Flusssystem Arendalsvassdraget (Kategorie:Flusssystem Arendalsvassdraget)
- Liste der Fließgewässer im Flusssystem Argens (Kategorie:Flusssystem Argens)
- Liste der Fließgewässer im Flusssystem Aude (Kategorie:Flusssystem Aude)
- Liste der Fließgewässer im Flusssystem Aulne (Kategorie:Flusssystem Aulne)

### B
- Liste der Fließgewässer im Flusssystem Bemm River (Kategorie:Flusssystem Bemm River)
- Liste der Fließgewässer im Flusssystem Blavet (Kategorie:Flusssystem Blavet (Bretagne))
- Liste der Fließgewässer im Flusssystem Brisbane River (Kategorie:Flusssystem Brisbane River)
- Liste der Fließgewässer im Flusssystem Buller River (Kategorie:Flusssystem Buller River)
- Liste der Fließgewässer im Flusssystem Buna (Kategorie:Flusssystem Buna (Adriatisches Meer))

### C
- Liste der Fließgewässer im Flusssystem Río Cebollatí (Kategorie:Flusssystem Río Cebollatí)
- Liste der Fließgewässer im Flusssystem Chao Phraya (Kategorie:Flusssystem Mae Nam Chao Phraya)
- Liste der Fließgewässer im Flusssystem Charente (Kategorie:Flusssystem Charente)
- Liste der Fließgewässer im Flusssystem Chatanga (Kategorie:Flusssystem Chatanga)
- Liste der Fließgewässer im Flusssystem Chehalis River (Washington) (Kategorie:Flusssystem Chehalis River (Washington))
- Liste der Fließgewässer im Flusssystem Churchill River (Hudson Bay) (Kategorie:Flusssystem Churchill River (Hudson Bay))
- Liste der Fließgewässer im Flusssystem Clutha River (Kategorie:Flusssystem Clutha River)
- Liste der Fließgewässer im Flusssystem Clyde (Kategorie:Flusssystem Clyde)
- Liste der Fließgewässer im Flusssystem Colorado River (Kategorie:Flusssystem Colorado River)
- Liste der Fließgewässer im Flusssystem Colorado River (Texas) (Kategorie:Flusssystem Colorado River (Texas))
- Liste der Fließgewässer im Flusssystem Columbia River (Kategorie:Flusssystem Columbia River)
- Liste der Fließgewässer im Flusssystem Colville River (Kategorie:Flusssystem Colville River)
- Liste der Fließgewässer im Flusssystem Copper River (Golf von Alaska) (Kategorie:Flusssystem Copper River (Alaska))

### D
- Liste der Fließgewässer im Flusssystem Dalälven (Kategorie:Flusssystem Dalälven)
- Liste der Fließgewässer im Flusssystem Delaware River (Kategorie:Flusssystem Delaware River)
- Liste der Fließgewässer im Flusssystem Derwent (Cumbria) (Kategorie:Flusssystem Derwent (Irische See))
- Liste der Fließgewässer im Flusssystem Dnepr (Kategorie:Flusssystem Dnepr)
- Liste der Fließgewässer im Flusssystem Dnister (Kategorie:Flusssystem Dnister)
- Liste der Fließgewässer im Flusssystem Don (Kategorie:Flusssystem Don)
- Liste von Nebenflüssen der Donau → Liste der Fließgewässer im Flusssystem Donau (Kategorie:Flusssystem Donau)
  - Liste der Zuflüsse der Breg
  - Liste der Zuflüsse der Brigach
  - Liste der Zuflüsse der Ablach (Kategorie:Flusssystem Ablach)
  - Liste der Fließgewässer im Flusssystem Rot (Donau) (Kategorie:Flusssystem Rot (Donau))
  - Liste von Zuflüssen der Iller → Liste der Fließgewässer im Flusssystem Iller (Kategorie:Flusssystem Iller)
  - Liste der Gewässer im Flusssystem Günz#Fließgewässer (Kategorie:Flusssystem Günz)
  - Liste der Gewässer im Flusssystem Mindel#Fließgewässer (Kategorie:Flusssystem Mindel)
  - Liste der Fließgewässer im Flusssystem Brenz (Kategorie:Flusssystem Brenz)
  - Liste von Zuflüssen des Lechs (Kategorie:Flusssystem Lech)
  - Liste der Zuflüsse der Altmühl (Kategorie:Flusssystem Altmühl)
  - Liste der Fließgewässer im Flusssystem Naab (Kategorie:Flusssystem Naab)
  - Liste der Fließgewässer im Flusssystem Regen (Kategorie:Flusssystem Regen)
  - Liste von Zuflüssen der Isar (Kategorie:Flusssystem Isar)
  - Liste von Zuflüssen der Vils
  - Liste der Fließgewässer im Flusssystem Ilz (Kategorie:Flusssystem Ilz)
  - Liste von Zuflüssen des Inns (Kategorie:Flusssystem Inn)
    - Liste der Fließgewässer im Flusssystem Sill (Kategorie:Flusssystem Sill)
    - Liste der Fließgewässer im Flusssystem Mangfall (Kategorie:Flusssystem Mangfall)
    - Liste der Fließgewässer im Flusssystem Alz (Kategorie:Flusssystem Alz)
    - Liste der Fließgewässer im Flusssystem Salzach (Kategorie:Flusssystem Salzach)

  - Liste der Fließgewässer im Flusssystem Traun (Kategorie:Flusssystem Traun (Donau))
  - Liste der Fließgewässer im Flusssystem Enns (Kategorie:Flusssystem Enns)
  - Liste der Fließgewässer im Flusssystem March (Kategorie:Flusssystem March)
  - Liste der Fließgewässer im Flusssystem Raab (Kategorie:Flusssystem Raab)
  - Liste der Fließgewässer im Flusssystem Waag (Kategorie:Flusssystem Waag)
  - Liste der Fließgewässer im Flusssystem Drau (Kategorie:Flusssystem Drau)
    - Liste der Fließgewässer im Flusssystem Gurk (Kategorie:Flusssystem Gurk)
    - Liste der Fließgewässer im Flusssystem Mur (Kategorie:Flusssystem Mur)

  - Liste der Fließgewässer im Flusssystem Theiß (Kategorie:Flusssystem Theiß)
  - Liste der Fließgewässer im Flusssystem Save (Kategorie:Flusssystem Save)
  - Liste der Fließgewässer im Flusssystem Morava (Kategorie:Flusssystem Morava)
- Liste der Fließgewässer im Flusssystem Dordogne (Kategorie:Flusssystem Dordogne)
- Liste der Fließgewässer im Flusssystem Drammensvassdraget (Kategorie:Flusssystem Drammensvassdraget)
- Liste der Fließgewässer im Flusssystem Duero (Kategorie:Flusssystem Duero)
- Liste der Fließgewässer im Flusssystem Düna (Kategorie:Flusssystem Düna)
- Liste der Fließgewässer im Flusssystem Nördliche Dwina (Kategorie:Flusssystem Nördliche Dwina)

### E
- Liste der Fließgewässer im Flusssystem Ebro (Kategorie:Flusssystem Ebro)
- Liste der Fließgewässer im Flusssystem Eden (Kategorie:Flusssystem Eden)
- Liste der Fließgewässer im Flusssystem Eider (Kategorie:Flusssystem Eider)
- Liste von Nebenflüssen der Elbe → Liste der Fließgewässer im Flusssystem Elbe (Kategorie:Flusssystem Elbe)
  - Liste der Fließgewässer im Flusssystem Jizera (Kategorie:Flusssystem Jizera)
  - Liste der Fließgewässer im Flusssystem Moldau (Kategorie:Flusssystem Moldau)
  - Liste der Fließgewässer im Flusssystem Eger (Kategorie:Flusssystem Eger (Elbe))
  - Liste der Fließgewässer im Flusssystem Weißeritz (Kategorie:Flusssystem Weißeritz)
  - Liste der Fließgewässer im Flusssystem Schwarze Elster (Kategorie:Flusssystem Schwarze Elster)
  - Liste der Fließgewässer im Flusssystem Mulde (Kategorie:Flusssystem Mulde)
  - Liste der Fließgewässer im Flusssystem Saale (Kategorie:Flusssystem Saale)
    - Liste der Fließgewässer im Flusssystem Unstrut (Kategorie:Flusssystem Unstrut)
    - Liste der Fließgewässer im Flusssystem Weiße Elster (Kategorie:Flusssystem Weiße Elster)
    - Liste der Fließgewässer im Flusssystem Bode (Kategorie:Flusssystem Bode)

  - Liste der Fließgewässer im Flusssystem Havel (Kategorie:Flusssystem Havel)
    - Liste der Fließgewässer im Flusssystem Spree (Kategorie:Flusssystem Spree)
      - Liste der Fließgewässer im Flusssystem Dahme (Kategorie:Flusssystem Dahme)

    - Liste der Gewässer im Flusssystem Nuthe#Fließgewässer (Kategorie:Flusssystem Nuthe)
    - Liste der Fließgewässer im Flusssystem Rhin (Kategorie:Flusssystem Rhin)

  - Liste der Fließgewässer im Flusssystem Löcknitz (Kategorie:Flusssystem Löcknitz)
  - Liste der Fließgewässer im Flusssystem Elde (Kategorie:Flusssystem Elde)
  - Flusssystem der Jeetzel (Kategorie:Flusssystem Jeetzel)
  - Liste der Fließgewässer im Flusssystem Sude (Kategorie:Flusssystem Sude)
  - Liste der Fließgewässer im Flusssystem Ilmenau (Kategorie:Flusssystem Ilmenau)
  - Liste der Fließgewässer im Flusssystem Bille (Kategorie:Flusssystem Bille)
  - Liste der Fließgewässer im Flusssystem Alster (Kategorie:Flusssystem Alster)
  - Liste der Fließgewässer im Flusssystem Stör (Kategorie:Flusssystem Stör (Elbe))
  - Liste der Fließgewässer im Flusssystem Oste (Kategorie:Flusssystem Oste)
- Liste der Fließgewässer im Flusssystem Ems (Kategorie:Flusssystem Ems)
- Liste der Fließgewässer im Flusssystem Essequibo (Kategorie:Flusssystem Essequibo)
- Liste der Fließgewässer im Flusssystem Etsch (Kategorie:Flusssystem Etsch)

### F–G
- Liste der Fließgewässer im Flusssystem Fraser River (Kategorie:Flusssystem Fraser River)
- Liste der Fließgewässer im Flusssystem Gambia (Kategorie:Flusssystem Gambia)
- Liste der Fließgewässer im Flusssystem Ganges (Kategorie:Flusssystem Ganges)
  - Liste der Fließgewässer im Flusssystem Brahmaputra (Kategorie:Flusssystem Brahmaputra)
- Liste der Fließgewässer im Flusssystem Garonne (Kategorie:Flusssystem Garonne)
- Liste der Fließgewässer im Flusssystem Gauja (Kategorie:Flusssystem Gauja)
- Liste der Fließgewässer im Flusssystem Gediz (Kategorie:Flusssystem Gediz)
- Liste der Fließgewässer im Flusssystem Gelber Fluss (Kategorie:Flusssystem Gelber Fluss)
- Liste der Fließgewässer im Flusssystem Glomma (Kategorie:Flusssystem Glomma)
- Liste der Fließgewässer im Flusssystem Rio Guaíba (Kategorie:Flusssystem Rio Guaíba)

### N
- Liste der Fließgewässer im Flusssystem Narva (Kategorie:Flusssystem Narva)
- Liste der Fließgewässer im Flusssystem Río Negro (Argentinien) (Kategorie:Flusssystem Río Negro (Atlantischer Ozean))
- Liste der Fließgewässer im Flusssystem Nelson River (Kategorie:Flusssystem Nelson River)
  - Liste der Fließgewässer im Flusssystem Red River of the North (Kategorie:Flusssystem Red River of the North)
  - Liste der Fließgewässer im Flusssystem Saskatchewan River (Kategorie:Flusssystem Saskatchewan River)
- Liste der Fließgewässer im Flusssystem Neretva (Kategorie:Flusssystem Neretva)
- Liste der Fließgewässer im Flusssystem Newa (Kategorie:Flusssystem Newa)
- Liste der Fließgewässer im Flusssystem Niger (Kategorie:Flusssystem Niger)
- Liste der Fließgewässer im Flusssystem Nil (Kategorie:Flusssystem Nil)
- Liste der Fließgewässer im Flusssystem Noatak River (Kategorie:Flusssystem Noatak River)
- Liste der Fließgewässer im Flusssystem Nushagak River (Kategorie:Flusssystem Nushagak River)

### O
- Liste der Fließgewässer im Flusssystem Ob (Kategorie:Flusssystem Ob)
  - Liste der Fließgewässer im Flusssystem Irtysch (Kategorie:Flusssystem Irtysch)
- Liste von Nebenflüssen der Oder → Liste der Fließgewässer im Flusssystem Oder (Kategorie:Flusssystem Oder)
  - Liste der Fließgewässer im Flusssystem Glatzer Neiße (Kategorie:Flusssystem Glatzer Neiße)
  - Liste der Fließgewässer im Flusssystem Lausitzer Neiße (Kategorie:Flusssystem Lausitzer Neiße)
  - Liste der Fließgewässer im Flusssystem Warthe (Kategorie:Flusssystem Warthe)
  - Liste der Fließgewässer im Flusssystem Alte Oder (Kategorie:Flusssystem Alte Oder)
- Liste der Fließgewässer im Flusssystem Okavango (Kategorie:Flusssystem Okavango)
- Liste der Fließgewässer im Flusssystem Ölfusá (Kategorie:Flusssystem Ölfusá)
- Liste der Fließgewässer im Flusssystem Oranje (Kategorie:Flusssystem Oranje)
- Liste der Fließgewässer im Flusssystem Orinoco (Kategorie:Flusssystem Orinoco)

### R
- Liste von Zuflüssen des Rheins (Kategorie:Flusssystem Rhein)
  - Liste der Fließgewässer im Flusssystem Vorderrhein (Kategorie:Flusssystem Vorderrhein)
  - Liste der Fließgewässer im Flusssystem Hinterrhein
    - Liste der Fließgewässer im Flusssystem Albula (Kategorie:Flusssystem Albula)

  - Liste der Fließgewässer im Flusssystem Plessur (Kategorie:Flusssystem Plessur)
  - Liste der Fließgewässer im Flusssystem Ill (Vorarlberg) (Kategorie:Flusssystem Ill (Vorarlberg))
  - Liste der Fließgewässer im Flusssystem Argen (Kategorie:Flusssystem Argen)
  - Liste der Fließgewässer im Flusssystem Schussen (Kategorie:Flusssystem Schussen)
  - Liste der Fließgewässer im Flusssystem Thur (Kategorie:Flusssystem Thur (Rhein))
  - Liste der Fließgewässer im Flusssystem Wutach (Kategorie:Flusssystem Wutach)
  - Liste der Fließgewässer im Flusssystem Aare (Kategorie:Flusssystem Aare)
    - Liste der Fließgewässer im Flusssystem Zihl (Kategorie:Flusssystem Zihl)
    - Liste der Fließgewässer im Flusssystem Reuss (Kategorie:Flusssystem Reuss)
    - Liste der Fließgewässer im Flusssystem Linth/Limmat (Kategorie:Flusssystem Linth/Limmat)

  - Liste der Fließgewässer im Flusssystem Elz (Rhein) (Kategorie:Flusssystem Elz (Rhein))
  - Liste der Zuflüsse der Schwarzwälder Kinzig (Kategorie:Flusssystem Kinzig (Rhein))
  - Liste der Fließgewässer im Flusssystem Ill (Elsass) (Kategorie:Flusssystem Ill (Elsass))
  - Liste der Fließgewässer im Flusssystem Moder (Kategorie:Flusssystem Moder)
  - Liste der Fließgewässer im Flusssystem Sauer (Rhein) (Kategorie:Flusssystem Sauer (Rhein))
  - Liste der Fließgewässer im Flusssystem Queich (Kategorie:Flusssystem Queich)
  - Liste der Fließgewässer im Flusssystem Speyerbach (Kategorie:Flusssystem Speyerbach)
  - Liste der Zuflüsse des Neckars (Kategorie:Flusssystem Neckar)
    - Liste der Fließgewässer im Flusssystem Fils (Kategorie:Flusssystem Fils)
    - Liste der Zuflüsse der Rems (Kategorie:Flusssystem Rems)
    - Liste der Fließgewässer im Flusssystem Murr (Kategorie:Flusssystem Murr)
    - Liste der Fließgewässer im Flusssystem Enz (Kategorie:Flusssystem Enz)
    - Liste der Zuflüsse des Kochers → Liste der Fließgewässer im Flusssystem Kocher (Kategorie:Flusssystem Murr)
      - Liste der Fließgewässer im Flusssystem Aal (Kategorie:Flusssystem Aal (Kocher))
      - Liste der Fließgewässer im Flusssystem Lein (Kocher) (Kategorie:Flusssystem Lein (Kocher))
      - Liste der Zuflüsse der Fichtenberger Rot
      - Liste der Zuflüsse der Bühler (Kategorie:Flusssystem Bühler)
        - Liste der Zuflüsse der Fischach (Kategorie:Flusssystem Fischach (Bühler))

    - Liste der Zuflüsse der Jagst → Liste der Fließgewässer im Flusssystem Jagst (Kategorie:Flusssystem Jagst)
    - Liste der Fließgewässer im Flusssystem Kanzelbach

  - Liste der Nebenflüsse des Mains → Liste der Fließgewässer im Flusssystem Main (Kategorie:Flusssystem Main)
    - Liste der Fließgewässer im Flusssystem Roter Main (Kategorie:Flusssystem Roter Main)
      - Liste der Fließgewässer im Flusssystem Warme Steinach
      - Liste der Fließgewässer im Flusssystem Mistel

    - Liste der Fließgewässer im Flusssystem Weißer Main (Kategorie:Flusssystem Weißer Main)
      - Liste der Fließgewässer im Flusssystem Ölschnitz (Weißer Main)
      - Liste der Fließgewässer im Flusssystem Schorgast
        - Liste der Fließgewässer im Flusssystem Untere Steinach

    - Liste der Fließgewässer im Flusssystem Rodach (Kategorie:Flusssystem Rodach (Main))
      - Liste der Fließgewässer im Flusssystem Wilde Rodach
      - Liste der Fließgewässer im Flusssystem Zahme Rodach
      - Liste der Fließgewässer im Flusssystem Haßlach
        - Liste der Fließgewässer im Flusssystem Kronach

      - Liste der Fließgewässer im Flusssystem Steinach (Rodach)

    - Liste der Fließgewässer im Flusssystem Itz (Kategorie:Flusssystem Itz)
    - Liste der Fließgewässer im Flusssystem Regnitz (Kategorie:Flusssystem Regnitz)
    - Liste der Fließgewässer im Flusssystem Nassach
    - Liste der Fließgewässer im Flusssystem Seebach
    - Liste der Fließgewässer im Flusssystem Unkenbach
    - Liste der Fließgewässer im Flusssystem Volkach
    - Liste der Fließgewässer im Flusssystem Schwarzach (Main)
    - Liste der Fließgewässer im Flusssystem Breitbach
    - Liste der Fließgewässer im Flusssystem Wern
    - Liste der Fließgewässer im Flusssystem Fränkische Saale (Kategorie:Flusssystem Fränkische Saale)
      - Liste der Fließgewässer im Flusssystem Milz
      - Liste der Fließgewässer im Flusssystem Streu
      - Liste der Fließgewässer im Flusssystem Brend
      - Liste der Fließgewässer im Flusssystem Lauer
      - Liste der Fließgewässer im Flusssystem Schondra
      - Liste der Fließgewässer im Flusssystem Sinn (Kategorie:Flusssystem Sinn)

    - Liste der Fließgewässer im Flusssystem Lohr (Kategorie:Flusssystem Lohr)
    - Liste der Fließgewässer im Flusssystem Hafenlohr (Kategorie:Flusssystem Hafenlohr)
    - Liste der Fließgewässer im Flusssystem Aalbach
    - Liste der Fließgewässer im Flusssystem Tauber (Kategorie:Flusssystem Tauber)
      - Liste der Fließgewässer im Flusssystem Steinach (Tauber)
      - Liste der Fließgewässer im Flusssystem Gollach
      - Liste der Fließgewässer im Flusssystem Vorbach
      - Liste der Fließgewässer im Flusssystem Umpfer
      - Liste der Fließgewässer im Flusssystem Grünbach
        - Liste der Fließgewässer im Flusssystem Wittigbach

      - Liste der Fließgewässer im Flusssystem Brehmbach

    - Liste der Fließgewässer im Flusssystem Erf
    - Liste der Fließgewässer im Flusssystem Mud (Kategorie:Flusssystem Mud)
      - Liste der Fließgewässer im Flusssystem Billbach

    - Liste der Fließgewässer im Flusssystem Mümling
    - Liste der Fließgewässer im Flusssystem Elsava (Kategorie:Flusssystem Elsava)
    - Liste der Fließgewässer im Flusssystem Aschaff (Kategorie:Flusssystem Aschaff)
    - Liste der Fließgewässer im Flusssystem Gersprenz (Kategorie:Flusssystem Gersprenz)
    - Liste der Fließgewässer im Flusssystem Kahl (Kategorie:Flusssystem Kahl)
    - Liste der Fließgewässer im Flusssystem Kinzig (Main) (Kategorie:Flusssystem Kinzig (Main))
    - Liste der Fließgewässer im Flusssystem Nidda (Kategorie:Flusssystem Nidda)
      - Liste der Fließgewässer im Flusssystem Horloff
      - Liste der Fließgewässer im Flusssystem Wetter (Kategorie:Flusssystem Wetter)
      - Liste der Fließgewässer im Flusssystem Nidder

  - Liste der Fließgewässer im Flusssystem Selz (Kategorie:Flusssystem Selz)
  - Liste der Fließgewässer im Flusssystem Nahe (Kategorie:Flusssystem Nahe (Rhein))
  - Liste der Nebenflüsse der Lahn → Liste der Fließgewässer im Flusssystem Lahn (Kategorie:Flusssystem Lahn)
    - Liste der Fließgewässer im Flusssystem Elbbach

  - Liste von Zuflüssen der Mosel → Liste der Fließgewässer im Flusssystem Mosel (Kategorie:Flusssystem Mosel)
    - Liste der Fließgewässer im Flusssystem Sauer (Mosel) (Kategorie:Flusssystem Sauer (Mosel))
      - Liste von Nebenflüssen der Our → Liste der Fließgewässer im Flusssystem Our

    - Liste der Fließgewässer im Flusssystem Saar (Kategorie:Flusssystem Saar)
      - Liste der Fließgewässer im Flusssystem Blies (Kategorie:Flusssystem Blies)

    - Liste der Fließgewässer im Flusssystem Ruwer (Kategorie:Flusssystem Ruwer)

  - Liste der Fließgewässer im Flusssystem Sieg (Kategorie:Flusssystem Sieg)
  - Liste der Fließgewässer im Flusssystem Wupper (Kategorie:Flusssystem Wupper)
    - Liste der Fließgewässer im Flusssystem Dhünn (Kategorie:Flusssystem Dhünn)
      - Liste der Fließgewässer im Flusssystem Große Dhünn
        - Liste der Fließgewässer im Flusssystem Purder Bach

      - Liste der Fließgewässer im Flusssystem Kleine Dhünn
      - Liste der Fließgewässer im Flusssystem Linnefe
      - Liste der Fließgewässer im Flusssystem Eifgenbach
      - Liste der Fließgewässer im Flusssystem Scherfbach

  - Liste der Fließgewässer im Flusssystem Erft (Kategorie:Flusssystem Erft)
  - Liste der Fließgewässer im Flusssystem Ruhr → Liste der Fließgewässer im Flusssystem Ruhr (Kategorie:Flusssystem Ruhr)
    - Liste der Fließgewässer im Flusssystem Möhne (Kategorie:Flusssystem Möhne)
    - Liste der Fließgewässer im Flusssystem Lenne (Kategorie:Flusssystem Lenne (Ruhr))

  - Liste der Fließgewässer im Flusssystem Emscher → Liste der Fließgewässer im Flusssystem Emscher (Kategorie:Flusssystem Emscher)
  - Liste der Nebenflüsse der Lippe → Liste der Fließgewässer im Flusssystem Lippe (Kategorie:Flusssystem Lippe)

### W
- Liste der Fließgewässer im Flusssystem Waikato River (Kategorie:Flusssystem Waikato River)
- Liste der Fließgewässer im Flusssystem Waitaki River (Kategorie:Flusssystem Waitaki River)
- Liste der Fließgewässer im Flusssystem Warnow (Kategorie:Flusssystem Warnow)
  - Liste der Fließgewässer im Flusssystem Mildenitz (Kategorie:Flusssystem Mildenitz)
  - Liste der Fließgewässer im Flusssystem Nebel (Kategorie:Flusssystem Nebel)
- Liste der Fließgewässer im Flusssystem Weichsel (Kategorie:Flusssystem Weichsel)
  - Liste der Fließgewässer im Flusssystem Narew (Kategorie:Flusssystem Narew)
    - Liste der Fließgewässer im Flusssystem Bug (Kategorie:Flusssystem Bug)
- Liste der Fließgewässer im Flusssystem Weser (Kategorie:Flusssystem Weser)
  - Liste der Nebenflüsse der Werra → Liste der Fließgewässer im Flusssystem Werra (Kategorie:Flusssystem Werra)
  - Liste der Fließgewässer im Flusssystem Fulda (Kategorie:Flusssystem Fulda)
    - Liste der Fließgewässer im Flusssystem Eder (Kategorie:Flusssystem Eder)

  - Liste der Fließgewässer im Flusssystem Diemel (Kategorie:Flusssystem Diemel)
  - Liste der Fließgewässer im Flusssystem Nethe (Kategorie:Flusssystem Nethe)
  - Liste der Fließgewässer im Flusssystem Emmer (Kategorie:Flusssystem Emmer)
  - Liste der Fließgewässer im Flusssystem Werre (Kategorie:Flusssystem Werre)
  - Liste der Fließgewässer im Flusssystem Große Aue (Kategorie:Flusssystem Große Aue)
  - Liste der Fließgewässer im Flusssystem Aller (Kategorie:Flusssystem Aller)
    - Liste der Fließgewässer im Flusssystem Oker (Kategorie:Flusssystem Oker)
    - Liste der Fließgewässer im Flusssystem Leine (Kategorie:Flusssystem Leine)

  - Liste der Fließgewässer im Flusssystem Ochtum (Kategorie:Flusssystem Ochtum)
  - Liste der Fließgewässer im Flusssystem Lesum (Kategorie:Flusssystem Lesum)
  - Liste der Fließgewässer im Flusssystem Hunte (Kategorie:Flusssystem Hunte)
- Liste der Fließgewässer im Flusssystem Wieprza (Kategorie:Flusssystem Wieprza)
- Liste der Fließgewässer im Flusssystem Wolga (Kategorie:Flusssystem Wolga)
  - Liste der Fließgewässer im Flusssystem Oka (Kategorie:Flusssystem Oka)
  - Liste der Fließgewässer im Flusssystem Kama (Kategorie:Flusssystem Kama)

### X–Z
- Liste der Fließgewässer im Flusssystem Yalu (Kategorie:Flusssystem Yalu)
- Liste der Fließgewässer im Flusssystem Yarra River (Kategorie:Flusssystem Yarra River)
- Liste der Fließgewässer im Flusssystem Yukon River (Kategorie:Flusssystem Yukon River)
  - Liste der Fließgewässer im Flusssystem Tanana River (Kategorie:Flusssystem Tanana River)
  - Liste der Fließgewässer im Flusssystem Koyukuk River (Kategorie:Flusssystem Koyukuk River)